# 小行星8231
小行星8231（英語：8231 Tetsujiyamada）是一颗围绕太阳公转的小行星。1997年10月6日，圓舘金、渡邊和郎在北见发现了此天体。
这颗小行星的绝对星等为282.83026等。